# Aziz Nesin
Aziz Nesin (nom de plume, pronunciado [aziz ne.sin], nascido Mehmet Nusret, 20 de dezembro de 1915 - 6 de julho de 1995) foi um escritor turco, comediante e autor de mais de 100 livros. Nascido em um momento em que os turcos não tinham nomes oficiais, ele teve que adotar um depois que o Direito de Família de 1934 foi aprovado. Embora sua família tenha o epíteto "Topalosmanoğlu", por um antepassado chamado "Topal Osman", ele escolheu o sobrenome «Nesin». Em turco, Nesin? significa o que você é? .

## Pseudónimos
Geralmente conhecido como Aziz Nesin, o nome "Aziz" era originalmente o apelido de seu pai, usado por Nesin para o pseudónimo sob o qual ele começou a publicar. Ele escreveu com mais de cinquenta canções, como o pseudónimo "Vedia Nesin", o nome de sua primeira esposa, que ele usou para os poemas de amor publicados na revista Yedigün .

## Biografia
Nesin era de origem tártara da Crimeia . Ele nasceu em 1915 em Heybeliada, uma das Ilhas Príncipe de Istambul, nos dias do Império Otomano. Depois de servir como oficial de carreira por vários anos, tornou-se editor de uma série de publicações satíricas com inclinação socialista. Ele foi preso várias vezes e colocado sob vigilância pelo Serviço de Segurança Nacional por suas opiniões políticas.
Nesin supostamente proporcionou uma forte acusação de opressão e brutalidade do homem comum. Ele satirizou a burocracia e "expôs as desigualdades económicas em histórias que efectivamente combinam cores locais e verdades universais". Aziz Nesin recebeu inúmeros prémios na Turquia, na Itália, na Bulgária e na antiga União Soviética. Seus trabalhos foram traduzidos para mais de trinta línguas. Durante as últimas partes de sua vida, ele foi dito ser o único autor turco que ganhou a vida com seus livros.
Em 1972, ele fundou a Fundação Nesin. O objectivo da fundação era levar quatro crianças pobres e indigentes a cada ano para a casa da fundação e fornecer todas as necessidades - abrigo, educação e treinamento, desde a escola primária - para completar o ensino médio, uma escola de negócios ou mesmo que adquiriram uma vocação. Aziz Nesin doou para a Fundação Nesin seus direitos autoriais da totalidade para todas as suas obras na Turquia ou em outros países, incluindo todos os seus livros publicados, todos os trabalhos a serem realizados, todos os direitos autoriais para filmes e todas as suas obras feitas ou usado no rádio ou na televisão.
Aziz Nesin foi um activista político. Após o golpe na Turquia, em 1980, liderado por Kenan Evren, chefe de gabinete do exército turco, Aziz Nesin recebeu vários intelectuais para se rebelar contra o governo militar, emitindo a Petição de Intelectuais (em turco: Aydınlar Dilekçesi). Ele foi o presidente de Türkiye Yazarlar Sendikasi (União de escritores turcos). Ele também criticava o Islão. No início da década de 1990, ele começou uma tradução do controverso romance Salman Rushdie, The Satanic Verses. Isso provocou indignação das organizações islâmicas, que estavam ganhando popularidade em toda a Turquia, que tentaram persegui-lo. Em 2 de julho de 1993, ao participar de um festival cultural principalmente de Alevitas, na cidade de Sivas, no centro da Anatólia, uma multidão organizada por islâmicos reuniu-se ao redor do Hotel Madimak, onde os participantes do festival ficaram. Após as horas de cerco, os intrusos queimaram o hotel, as chamas engoliram vários andares inferiores, enquanto os camiões de bombeiros conseguiram se aproximar, e Aziz Nesin e muitos hóspedes do hotel conseguiram escapar. No entanto, 37 pessoas foram mortas. Este evento, também conhecido como o massacre de Sivas, foi percebido como censura, e os direitos humanos na Turquia foram supostamente interrompidos naquele momento. Também aprofundou a diferença entre os muçulmanos fundamentalistas e aqueles que consideram infiéis.
Ele passou seus últimos anos lutando contra o fundamentalismo religioso. Aziz Nesin morreu em 6 de julho de 1995 devido a um ataque cardíaco, após um evento de assinatura de livros em Çeşme, İzmir. Seu corpo foi enterrado em um lugar desconhecido em terras pertencentes à Fundação Nesin, sem qualquer cerimónia, conforme solicitado em sua vontade.

## Traduções online
- Istanbul Boy: The Autobiography of Aziz Nesin, Part I at University of Texas.
- A Patriotic Duty at Boğaziçi University.